# Вулиця Аманда Струве
Вулиця Аманда Струве — вулиця в Оболонському районі міста Києва, місцевість Куренівка. Пролягає від вулиці Семена Скляренка до проспекту Степана Бандери.

## Історія
Виникла під проектною назвою вулиця Проектна 13092. Назва на честь російського військового інженера Аманда Струве, який спроєктував і побудував у Києві залізничний міст через Дніпро, централізований водогін, вуличне освітлення, кінну залізницю і мережу електричного трамваю — з 2018 року.

## Особливості вулиці
Складається із 3 окремих фрагментів — від вулиці Семена Скляренка до тупика, від вулиці Марка Вовчка до вулиці Вербової та від вулиці Ливарської до проспекту Степана Бандери.